# Curtiss SOC Seagull
Curtiss SOC Seagull byl americký jednomotorový plovákový dvouplošník s celokovovou kostrou potaženou plátnem, užívaný v druhé světové válce jako pozorovací a průzkumný letoun. Byl vypouštěn z katapultů bitevních lodí a křižníků.

## Vývoj

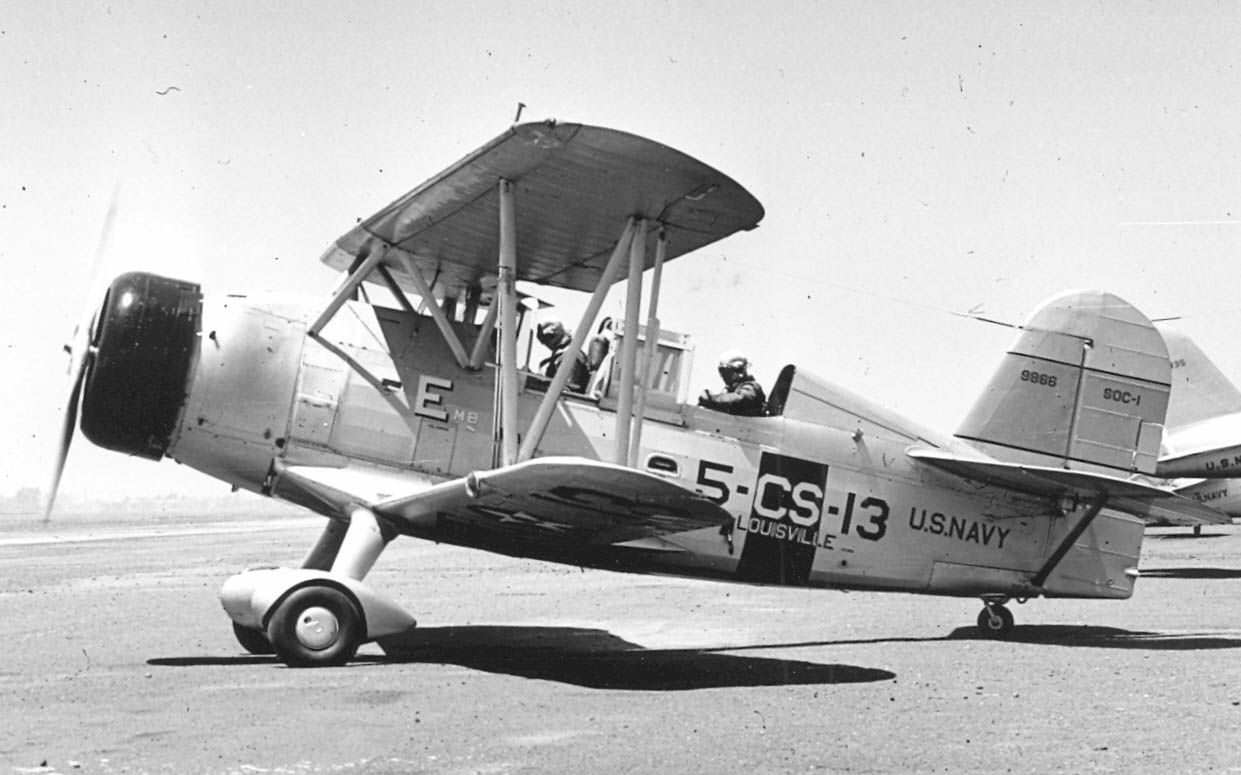
Curtiss SOC-1 (5-CS-13)

Počátky vývoje spadají do června roku 1933 kdy US Navy vypsalo soutěž na nový stroj tohoto typu a v dubnu roku 1934 vzlétl první obojživelný prototyp Curtiss XO3C-1 s hvězdicovým motorem Pratt & Whitney R-1340-12 o výkonu 441 kW. Letoun byl však brzy přepracován na čistě námořní jednoplovákový stroj s vyrovnávacími plováky a vyměnitelným kolovým podvozkem, od června 1935 označený SOC-1 (Scout-Observation Curtiss).
První ze sériových letounů s pohonnou jednotkou R-1340-18 byl zařazen v listopadu 1935 na lehký křižník USS Marblehead s větší dodávkou na základnu amerického námořnictva Pensacola. Oproti prototypu však měly sériové stroje již plně zakrytou kabinu. Od června 1936 působily na lodích USS Memphis, Indianapolis, Augusta a Raleigh. Poté následovala dodávka 40 kusů variant SOC-2 a SOC-2A s motory R-1340-22 a čistě kolovým podvozkem, "áčko" navíc se sklopným brzdícím hákem pro službu na letadlových lodích.
V roce 1937 následovala produkce 83 letounů SOC-3 a SOC-3A, což byly opět plovákové stroje s možností výměny za kolový podvozek.
44 v licenci vyrobených SOC-3 a 3A v státní letecké továrně Naval Aircraft Factory ve Filadelfii dostalo označení SON-1 a SON-1A.
Výroba byla ukončena v květnu 1938 dodáním posledního ze tří letounů SOC-4 pro letectvo americké pobřežní stráže. Mimo sérii byl ještě zkonstruován prodloužený prototyp XSO2C-1 se zabudovanou pohonnou jednotkou R-1340-36, který byl oproti sériovým strojům vybaven vztlakovými klapkami i na dolním křídle. Ačkoliv po vypuknutí války byl typ již poměrně zastaralý, účastnil se bojů až do roku 1945.

## Specifikace

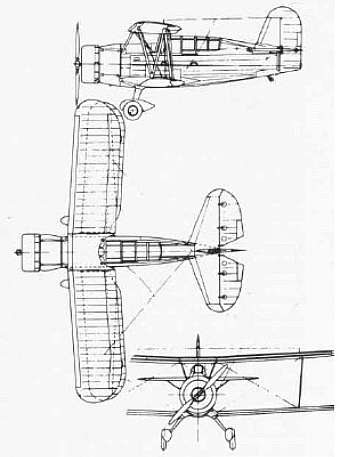
Třípohledový nákres kolového SOC Seagull

Údaje platí pro plovákovou verzi

### Technické údaje
- Osádka: 2 (pilot a pozorovatel/střelec)
- Rozpětí: 10,98 m
- Délka: 9,58 m
- Nosná plocha: 31,40 m²
- Výška: 4,50 m
- Hmotnost prázdného letounu: 1720 kg
- Vzletová hmotnost: 2468 kg
- Pohonná jednotka: 1 × devítiválcový hvězdicový motor Pratt & Whitney Wasp R-1340-22
- Výkon pohonné jednotky: 441 kW

### Výkony
- Max. rychlost: 265 km/h (ve výšce 1525 m)
- Cest. rychlost: 215 km/h
- Dostup: 4550 m
- Dolet: 1086 km

### Výzbroj
- 1 × pevný kulomet Browning ráže 7,62 mm
- 1 × pohyblivý kulomet Browning ráže 7,62 mm
- max. 295 kg pum